# Дачэн
Дачэ́н (кит. упр. 大城, пиньинь Dàchéng) — уезд городского округа Ланфан провинции Хэбэй (КНР). Название уезда означает «великий город».

## История
При империи Хань в 202 году до н. э. здесь был создан уезд Дунпиншу (东平舒县). При империи Северная Вэй в 357 году уезд был переименован в Пиншу (平舒县). Когда в 936 году Ши Цзинтан передал киданям шестнадцать округов, то эти места оказались в составе империи Ляо. Поздняя Чжоу вернула эти земли, и уезд Пиншу был в 959 году восстановлен, а затем переименован в Дачэн.
В 1949 году был образован Специальный район Тяньцзинь (天津专区), и уезд вошёл в его состав. В 1958 году Специальный район Тяньцзинь был расформирован; уезд Дачэн также прекратил своё существование, территория к западу от реки Цзыяхэ была передана уезду Жэньцю, территория к востоку от реки — уезду Цзинхай.
В 1961 году был восстановлен Специальный район Тяньцзинь, а в 1962 году был воссоздан уезд Дачэн и вновь передан в его состав.
В 1967 году Специальный район Тяньцзинь был переименован в Округ Тяньцзинь (天津地区). В 1973 году Округ Тяньцзинь был переименован в Округ Ланфан (廊坊地区). В сентябре 1988 года решением Госсовета КНР округ Ланфан был преобразован в городской округ Ланфан.

## Административное деление
Уезд Дачэн делится на 8 посёлков и 2 волости.